# 无斑鹞鲼
无斑鹞鲼（学名：Aetobatus flagellum）又名西方鴨嘴燕魟，为鹞鲼科鹞鲼属的鱼类。分布于红海、印度洋和太平洋西部之热带和温带各海区以及南海、东海等海域。该物种的模式产地在Coromandel。